# Kangle
Der Kreis Kangle (chinesisch 康乐县, Pinyin Kānglè Xiàn) ist ein Kreis in der chinesischen Provinz Gansu. Er gehört zum Verwaltungsgebiet des Autonomen Bezirks Linxia der Hui. Die Fläche beträgt 993,3 Quadratkilometer und die Einwohnerzahl 245.200 (Stand: Ende 2018).